# Mátrai Tájvédelmi Körzet

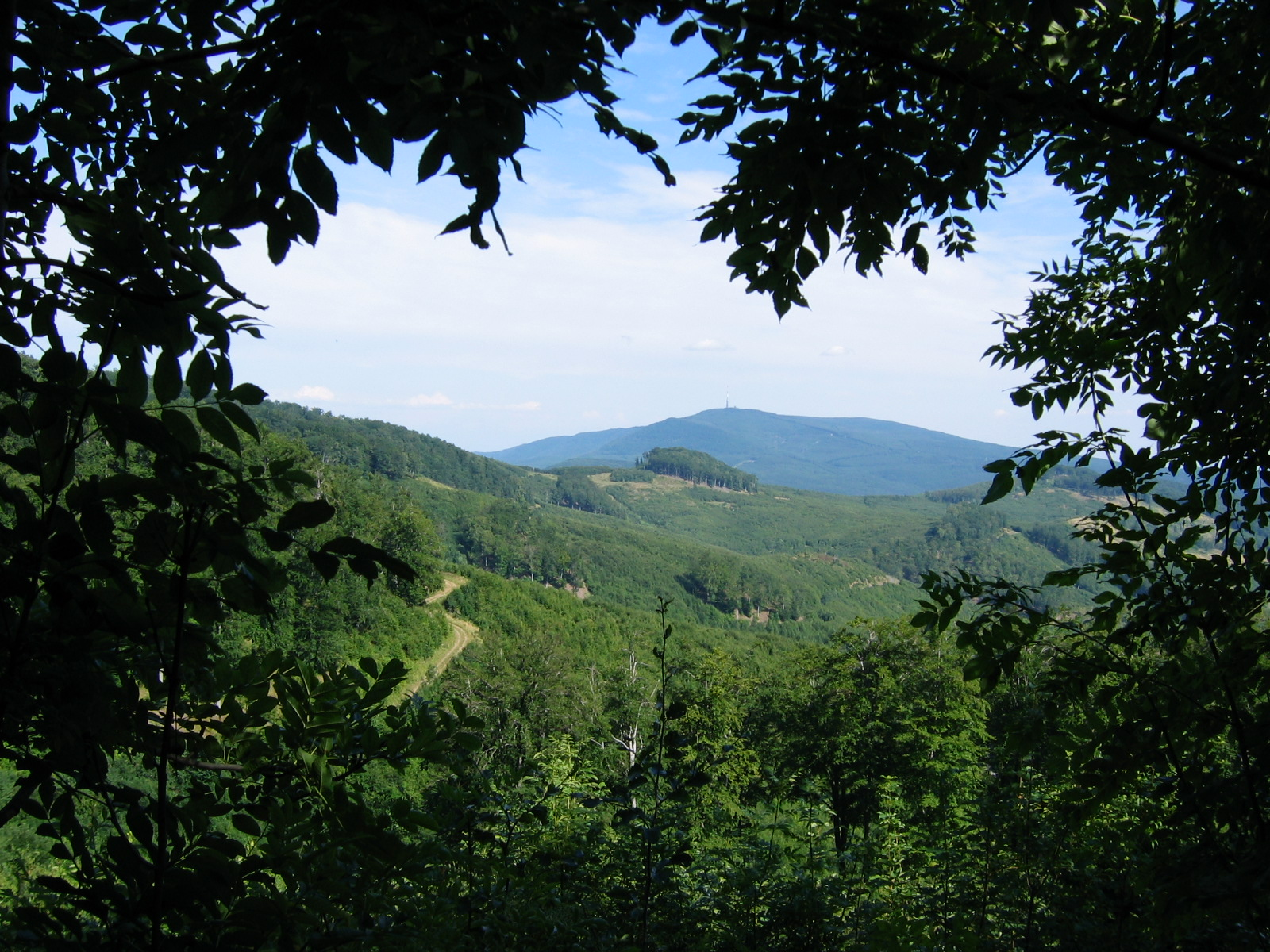
A Mátra látképe

A Mátrai Tájvédelmi Körzet területe  12178,6 hektár, ebből szigorúan védett 2 191 hektár. A Tájvédelmi körzet a Bükki Nemzeti Park Igazgatósága alá tartozik.

## Fekvése
A tájvédelmi körzet két különálló területe a Mátra középső és nyugati részén található. A tájvédelmi körzet közigazgatási határai Heves vármegyében Kisnána, Domoszló, Markaz, Gyöngyös, Gyöngyössolymos, Parád, Parádsasvár, Recsk és Mátraszentimre, Nógrád vármegyében Hasznos és Nagybátony. A tájvédelmi körzethez tartozik két országos jelentőségű természetvédelmi terület, a gyöngyösi Sár-hegy és a siroki Nyírjes-tó.
A Mátrai Tájvédelmi Körzetet az 5/1985. (XI. 22.) OKTH rendelkezés létesítette 11862,7 hektár kiterjedésű területen. A védetté nyilvánításának célja: a TK területén a földtani értékek, a táj jellegét meghatározó földfelszíni formák, a felszíni vizek, a védett növény- és állatfajok, a természetes növénytársulások, a természetszerű erdők megóvása és fenntartása, valamint az ember felüdülését szolgáló kedvező természeti környezet fenntartása.

## Jellemzői

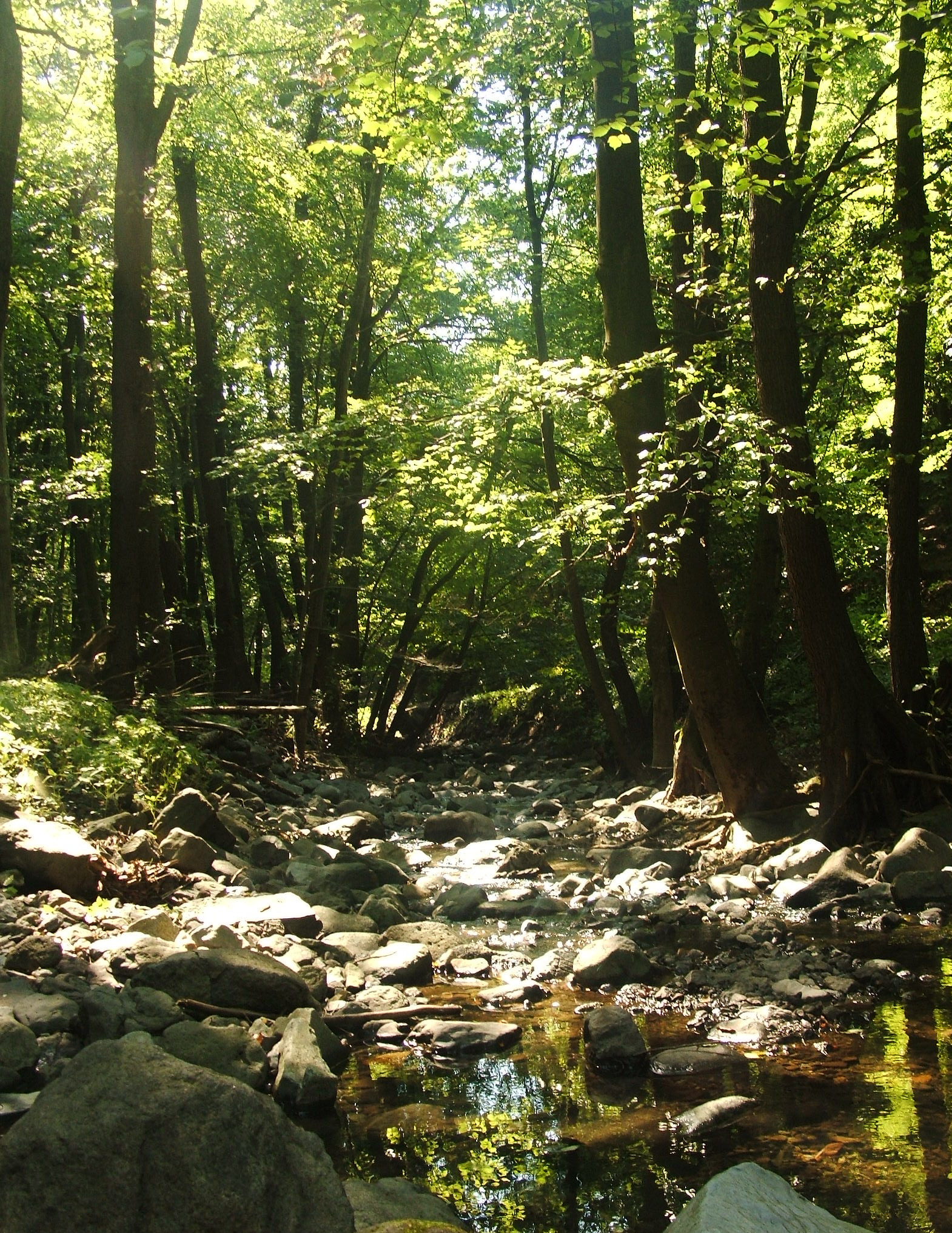
Csörgő-patak

A Mátra, mint az Északi-középhegység része, származása szerint Európa legnagyobb fiatal vulkáni övezetéhez tartozik. A Tarna és a Zagyva völgyétől körbefogva terül el, itt emelkedik hazánk két legmagasabb csúcsa az 1014 m-es Kékes és a 965 m magas Galyatető. A Mátrában az elsődleges vulkáni formákból az erős lepusztulás miatt csak kevés maradt fenn. A legismertebb ilyen képződmény a verpeléti Vár-hegy, mely egy 35 méter magas vulkáni kúpot képez. A Mátrában 69 barlangról van tudomásunk, melyeknek a zöme kicsi, hosszuk 6–10 m közötti.
A Mátrai Tájvédelmi Körzet két nagy részre szakadt, az észak-északkeleti és a nyugati tömbre.
- A nyugati tömb határa Mátraszentimre község belterület határán indul, majd a Csörgő-patak völgyétől a Bánya-patakon halad Fallóskút felé. A kegyhelyéről híres üdülőtelep után fő közlekedési úton egészen Mátrakeresztesig, majd észak felé fordulva az Óvárat érintve Ágasvárig húzódik a határa.
- A központi-Mátrában a TK határa a Kisnána úsztatói erdészháztól indulva az erdő és szőlőtelepítések határán éri el a markazi várromot, majd észak felé fordulva a Kékes csúcsa felé tart. Gyöngyös – Gyöngyössolymos községhatárán halad Mátrafüred irányában, majd a Nagy-patak völgyén Lajosházát, Nyesettvárt érintve Galyatetőre visz. Keleti irányban Parádsasvárt érintve Parádot és Parádhutát elkerülve halad a Somhegy és Pálbükk-patak völgyén. Recsk Csákánykő működő kőbányát kikerülve Sirok Csikójárás erdészházat még magába ölelve a Mátra főgerinc Jóidőnyak részén zár vissza Kisnána községbe a TK határa.

## Növény- és állatvilág

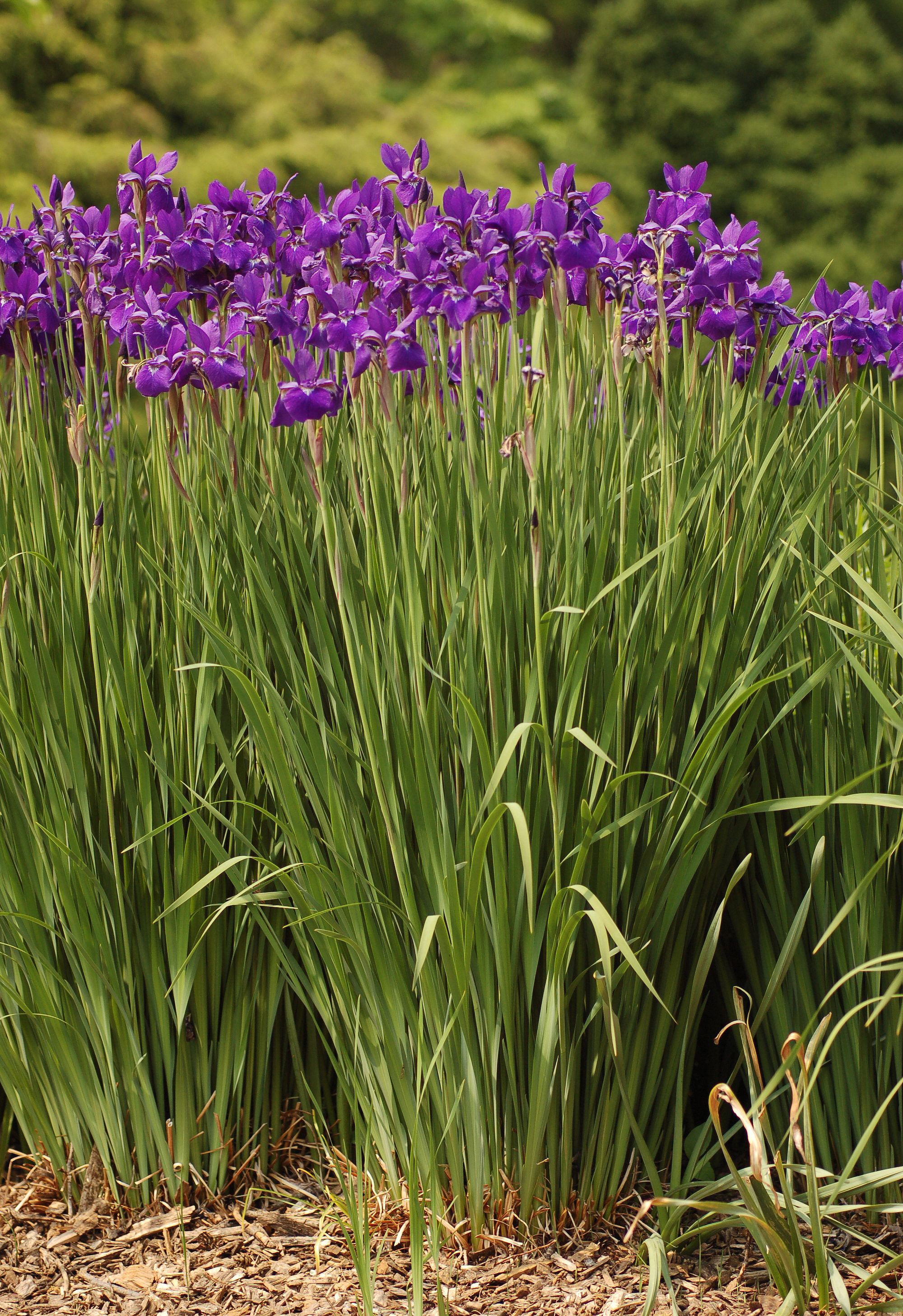
Szibériainőszirom

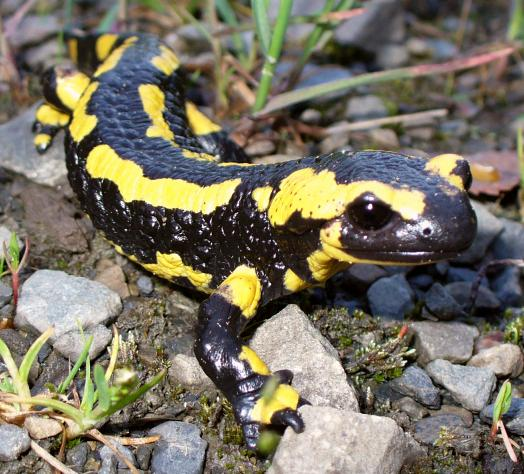
Foltos szalamandra

A hegység gazdag élővilággal rendelkezik. Kiemelkedik a növény- és állatvilágával a Magas-Mátra tömbje, amely több kárpáti magashegyvidéki növény- és állatfajnak nyújt menedéket. A melegebb oldalak tölgyeseit magasságtól és kitettségtől függően felváltják a bükkösök, de megtalálhatók az extrém, speciális termőhelyek egyedi fás társulásai is. Az összefüggő erdők hangulatát időnként sziklakibúvások, rajtuk kialakult gyepek, gyöngyvesszős cserjések, irtásrétek, kisebb-nagyobb tavak és lápok díszítik.
Ezek a változatos élőhelyek gazdag élővilággal rendelkeznek, amelyből a patakok ízeltlábúi éppúgy figyelmet érdemelnek, mint a színes lepkék, vagy a különleges madarak.
A Tájvédelmi Körzet területén előforduló legfontosabb növénytársulások:
| - Montán bükkös - Szubmontán bükkös - Mészkerülő bükkös - Sziklaerdő - Szurdokerdő - Görgeteg-sziklaerdő - Hársas-kőrises sziklaerdő - Törmeléklejtő-erdők - Hegyvidéki gyertyános-tölgyes - Cseres-tölgyes | - Mészkerülő tölgyes - Középhegységi rekettyés tölgyes - Melegkedvelő tölgyes - Sajmeggyes bokorerdő - Északi gyöngyvesszős cserjés - Csepleszmeggyes cserjés - Északi fodorkás - Gyöngyperjés szilikátsziklagyep - Mészkerülő lejtősztyeprét | - Magyar perjés sziklagyep - Északi lejtősztyeprét - Hegyi rétek - Podagrafüves égerliget - Puhafás ligeterdő - Fűzlápok - Égeres láperdő - Mészkerülő kékperjés láprét - Töviskés cserjés |

Jellemző magashegységi fajok: havasalji rózsa, havasi iszalag, havasi ribiszke, pávafarkú salamonpecsét és piros mécsvirág. A forráslápok, valamint az azokat kísérő kisvízfolyások védett különlegessége a hegyi perje, amelynek valamennyi hazai előfordulása Mátrában található, a Galya déli előterében, illetve a Kékes tömb északi lábánál. Szintén ezekhez az élőhelyekhez kötődik a hússzínű ujjaskosbor, az erdei ujjaskosbor és a sugárkankalin. A régi erdőirtások helyén legelők, majd kaszálók, mára pedig fajgazdag hegyi rétek, kékperjés láprétek alakultak ki. Ezeken a réteken él például a szibériai nőszirom, az osztrák tárnicska, a kornistárnics, a fekete kökörcsin és a gömböskosbor.
A hegység ritka, védett kétéltű fajai az alpesi gőte, a sárgahasú unka, az erdei és gyepi béka, a levelibéka és a foltos szalamandra. A mátrai melegkedvelő tölgyesek, bokorerdők igen ritka, fokozottan védett hüllőfaja a pannon gyík. A nagy területű, zárt erdőknek, illetve a környező peremterületeknek igen gazdag a madárvilága: vándorsólyom, a parlagi sas, a kígyászölyv, a fehérhátú fakopáncs és a fekete harkály figyelhető meg a területen. A Mátrában számos védett emlősfaj is élőhelyet talál, pl: vadmacska, hiúz.

## Kulturális értékek

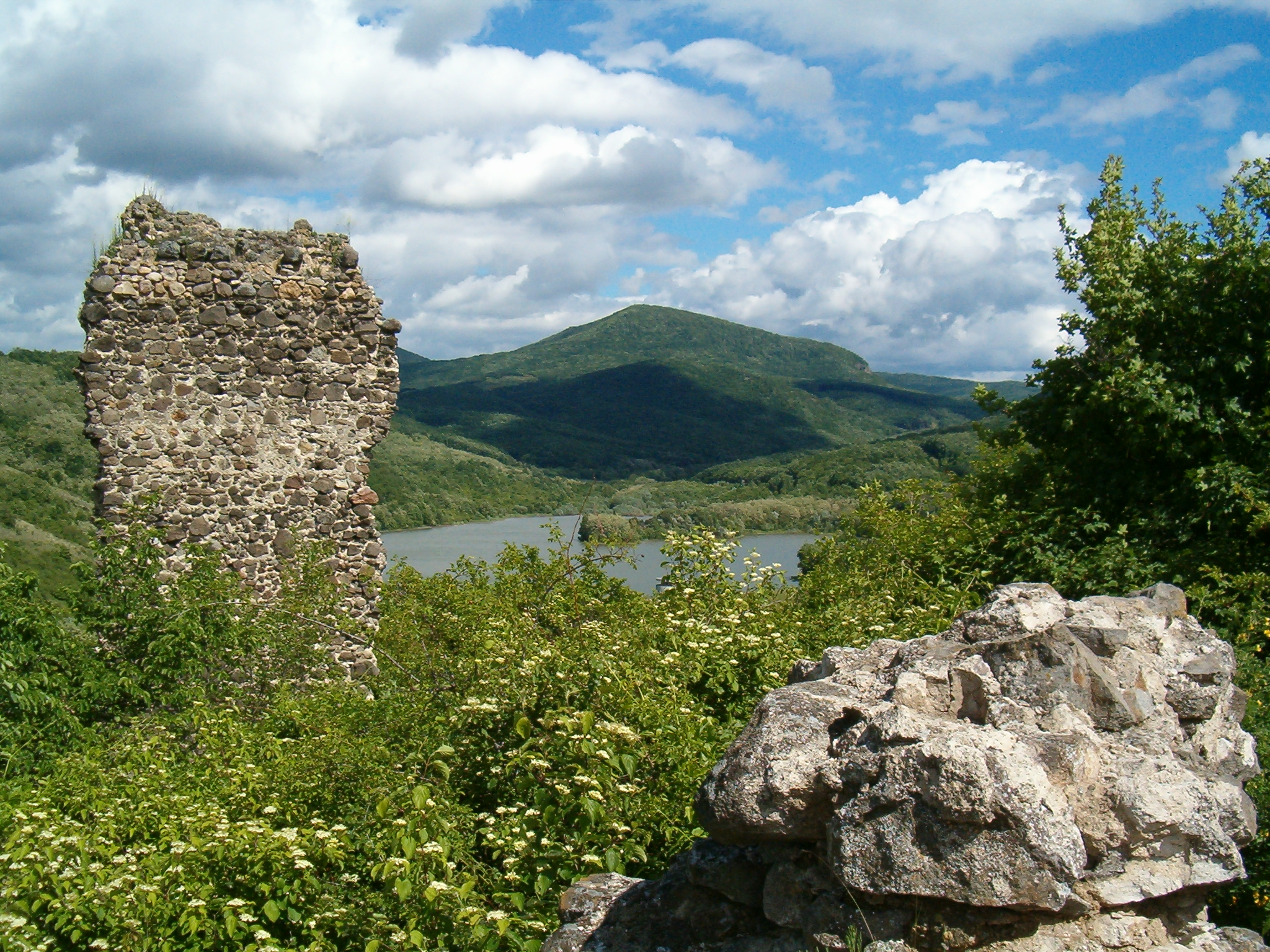
Hasznosi vár

A Mátra és környéke már az időszámításunk előtti korokban is lakott volt. Ennek bizonyítékai a főleg a Mátra déli lábánál fekvő települések közelében feltárt kő, réz és bronz eszközök. Fontos lelet a Gyöngyösön 1907-ben feltárt i.e. IV. századi szkíta urnatemető és a nagyrédei nagy kiterjedésű avar temető
A hegység kultúrtörténeti emlékei közül kiemelkednek a középkori várak, a domoszlói Oroszlánvár, a gyöngyössolymosi Nyesettvár, a markazi vár és a mátraszentimrei Ágasvár.

## Tanösvények

### Ilona-völgyi tanösvény (Parád)

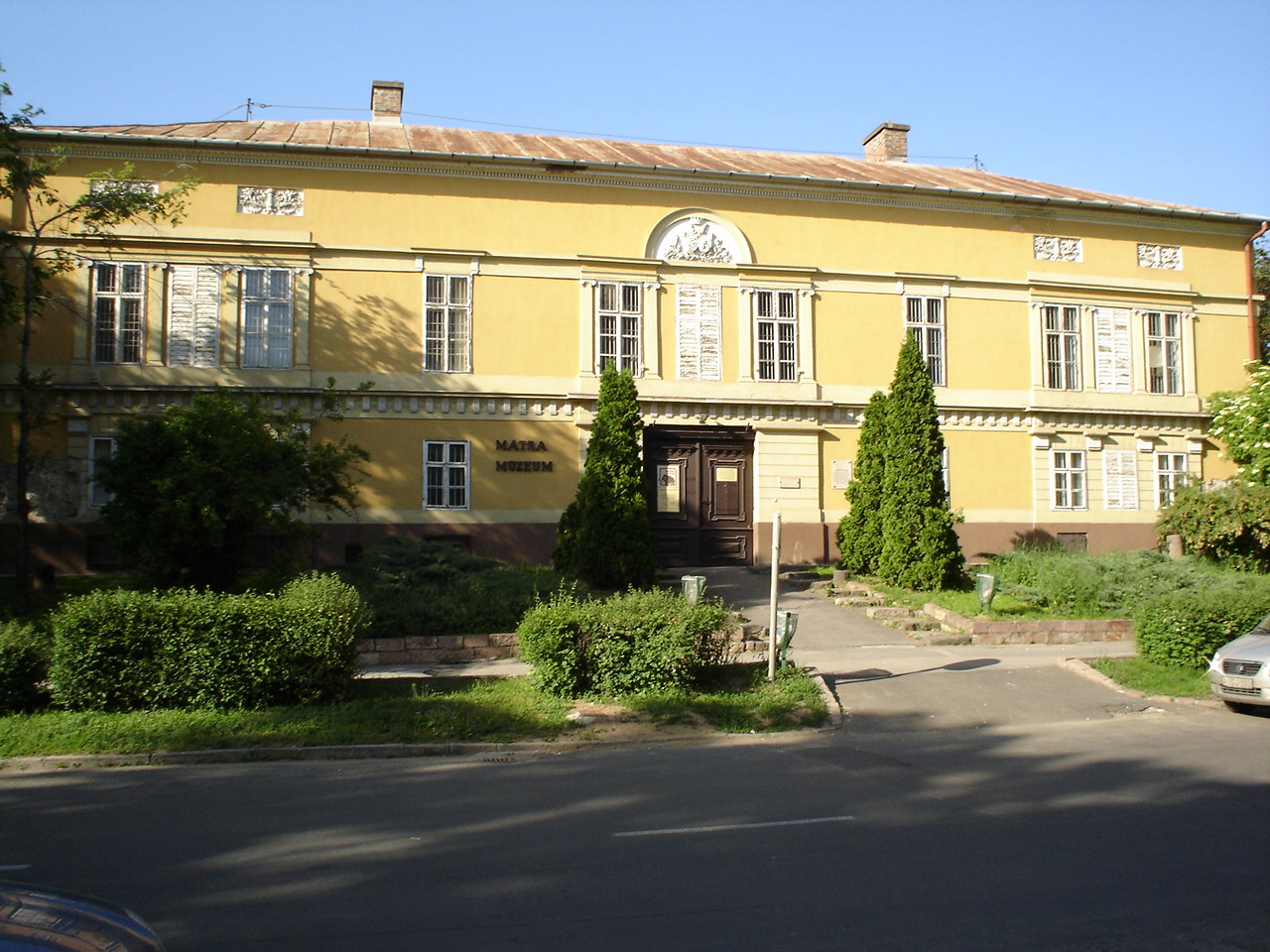
Gyöngyös - Mátra Múzeum

A 6,5 km hosszú tanösvény a Mátra hegység keleti részén elhelyezkedő Ilona-völgy földtani érdekességeit mutatja be. Állomások: Parádfürdő — Etelka-feltárás — Etelka-táró — Vaskapu-ereszke — Mélyszinti kutatás, az Rm-104 sz. fúrás — Timsós-táró — Szent István-csevice — Ördöggátak — Ilona-völgyi homokkőfeltárás — Ilona-völgyi-vízesés.

### Sár-hegyi tanösvény (Gyöngyös)
A tanösvény hossza: 9 km, 12 állomással. A táblák színes növény- és állatábrákkal mutatják be a Sár-hegy Természetvédelmi Terület gyep, erdő, mocsár társulásait, geológiáját. Állomások: Gyomtársulás — Fenyőelegyes tölgyes — Cseres-Tölgyes — Kaszált taposott gyep — Melegkedvelő tölgyes — Mocsár — Bokorerdő — Sárhegy geológiája — Sziklagyep-társulás — Árvalányhajas gyeptársulás — Felhagyott szőlők — Törpe mandulás

### Szénégetők útja (Mátraszentimre)
A tanösvény hossza 600 méter 13 táblával. A fotók mellett rövid ismertető szöveg olvasható többek között az alábbi témákról: fák, ehető és mérgező gombák, emlősök, madarak, erdőművelés, vadgazdálkodás, aktív pihenés. Kiindulópontja Cserkő-bánya pihenő, végállomása Bőgős-rét.

## Külső hivatkozások
- A Bükki Nemzeti Park honlapja
- A Bükki Nemzeti Park honlapja - A Mátrai TK leírása
- A Bükki Nemzeti Park interaktív térkép
- mátrahegy.hu
- mátrainfo.hu